# 新阿列克西伊夫卡 (瓦西里夫卡區)
47°16′39″N 34°18′1″E / 47.27750°N 34.30028°E
新阿列克西伊夫卡（烏克蘭語：Новоолексіївка）是位於烏克蘭東南部的村莊，由扎波羅熱州瓦西里夫卡區的卡姆揚卡-第聶伯羅夫斯卡市鎮負責管轄。該村始建於1929年，面積0.3平方公里，2001年人口81，人口密度每平方公里272.7人。